# Championnat de France de rugby à sept
Ne doit pas être confondu avec Supersevens.
Le Championnat de France de rugby à sept est une compétition de rugby à sept ouverte à tous les clubs de la  Fédération française de rugby ayant une section seniors masculine et/ou féminine. L'objectif avoué est de préparer l'équipe de France de rugby à sept afin que celle-ci soit compétitive dès l'intégration du rugby à sept aux Jeux olympiques de Rio 2016.
L'originalité de l'épreuve est d'intégrer dans une même compétition des clubs professionnels, des clubs amateurs et des sélections d'outre-mer.

## Historique
Le rugby à sept en France a pris du retard alors qu'il connaît depuis quelques années un développement important notamment dans les nations émergentes telles que le Kenya, la Russie ou le Portugal qui privilégient ce sport car
beaucoup plus simple en termes d'infrastructures. D'autre part, le rugby à sept fait son retour sous cette forme aux Jeux olympiques de Rio en 2016 et il est inimaginable que la France, grande nation du rugby à XV, n'y soit pas représentée.
Afin de promouvoir et développer le rugby à 7 en France, une première compétition voit le jour sous le nom de Coupe de France, où l'ensemble des clubs est invités à participer. Ainsi, la première édition voit sacrer le Stade français champion de France contre le RC Arras lors de la finale élite messieurs gagnée sur le fil 20 à 19 et le RC Chilly-Mazarin contre le CSM Gennevilliers lors de la finale élite mesdames au Stade des Chevaliers à Châteauroux gagnée 24 à 14.
Après seulement d'existence la Coupe de France est renommée Championnat de France, qui est remporté le 9 juin 2014 14-10 chez l'élite hommes par RC Massy contre le RC Toulon et 31-00 chez l'élite femmes par LMRCV Villeneuve d’Ascq contre le CSM Gennevilliers. L'année suivante, le Championnat de France incorpore 2 catégories supplémentaires: le Fédéral Féminin et le Territorial Masculin,,.

## Format de la compétition
La compétition se déroule sur 4 tours (éventuellement 5 tours pour les comités d'Île-de-France et du Midi-Pyrénées) :
- Qualifications territoriales, de 'n' plateaux de 'n' équipes selon les comités. Les qualifications territoriales se déroulent sur un jour.
- Finales territoriales, un plateau dans chacun des 26 comités auquel participent les qualifiés des qualifications territoriales et les clubs inscrits dans les divisions fédérales de rugby à XV. La compétition se déroule sur une journée.
- Demi-finales : 5 ou 6 plateaux de 12 équipes sur une journée auxquels participent les 26 champions de chaque comités, les sélections de 3 Comités d'outre-mer, ainsi que les clubs professionnels de Pro D2 ou du Top 14.
- Finale : 16 équipes sur deux jours.

## Palmarès

### Élite Masculin
| Date         | Vainqueur | Score | Finaliste | Lieu | Spectateurs |
| ------------ | --- | --- | --- | --- | --- |
| 17 juin 2012 | Stade français | 20 – 19 | RC Arras | Stade des Chevaliers, Châteauroux | |
| 16 juin 2013 | Stade français | 27 – 14 | RC Massy | Stade des Chevaliers, Châteauroux | |
| 9 juin 2014  | RC Massy | 19 – 14 | RC Toulon | Stade des Chevaliers, Châteauroux | |
| 28 juin 2015 | Blagnac SC | 14 – 10 | SC Albi | Centre national du rugby, Marcoussis | |
| 26 juin 2016 | Bleus Sevens | 24 – 5 | Minots de Provence | Stadium municipal d'Albi, Albi | |
| 18 juin 2017 | Free Sevens Bassens | 29 – 7 | Bleus Sevens | Stadium municipal d'Albi, Albi | |
| 24 juin 2018 | Bleus Sevens | 22 – 7 | Esprit Sud Seven | Stade de la Méditerranée, Béziers | |
| 2019         | Seventise | | RC Massy | Circuit en 4 étapes | |
| 2020         | En raison du prolongement de la période de confinement à la suite de la pandémie de maladie à coronavirus, la FFR décide, le 27 mars 2020, d’arrêter définitivement les championnats amateurs à tous niveaux, pour la saison en cours. Le titre n'est donc pas décerné. | En raison du prolongement de la période de confinement à la suite de la pandémie de maladie à coronavirus, la FFR décide, le 27 mars 2020, d’arrêter définitivement les championnats amateurs à tous niveaux, pour la saison en cours. Le titre n'est donc pas décerné. | En raison du prolongement de la période de confinement à la suite de la pandémie de maladie à coronavirus, la FFR décide, le 27 mars 2020, d’arrêter définitivement les championnats amateurs à tous niveaux, pour la saison en cours. Le titre n'est donc pas décerné. | En raison du prolongement de la période de confinement à la suite de la pandémie de maladie à coronavirus, la FFR décide, le 27 mars 2020, d’arrêter définitivement les championnats amateurs à tous niveaux, pour la saison en cours. Le titre n'est donc pas décerné. | En raison du prolongement de la période de confinement à la suite de la pandémie de maladie à coronavirus, la FFR décide, le 27 mars 2020, d’arrêter définitivement les championnats amateurs à tous niveaux, pour la saison en cours. Le titre n'est donc pas décerné. |

### Élite Féminin
| Date         | Vainqueur | Score | Finaliste | Lieu | Spectateurs |
| ------------ | --- | --- | --- | --- | --- |
| 17 juin 2012 | RC Chilly-Mazarin | 24 – 14 | CSM Gennevilliers | Stade des Chevaliers, Châteauroux | |
| 16 juin 2013 | AC Bobigny 93 | 33 – 5 | RC Chilly-Mazarin | Stade des Chevaliers, Châteauroux | |
| 9 juin 2014  | Lille MRCV | 31 – 0 | CSM Gennevilliers | Stade des Chevaliers, Châteauroux | |
| 28 juin 2015 | AC Bobigny 93 | 22 – 7 | Lille MRCV | Centre national du rugby, Marcoussis | |
| 26 juin 2016 | Lille MRCV | 41 – 12 | AC Bobigny 93 | Stadium municipal d'Albi, Albi | |
| 18 juin 2017 | Lille MRCV | 12 – 5 | Montpellier HR | Stadium municipal d'Albi, Albi | |
| 24 juin 2018 | Lille MRCV | 22 – 7 | AS Rouen UC | Stade de la Méditerranée, Béziers | |
| 16 juin 2019 | Stade toulousain | 17 – 12 | Stade rennais | Parc des sports d'Aguiléra (annexe Bendern), Biarritz | |
| 2020         | En raison du prolongement de la période de confinement à la suite de la pandémie de maladie à coronavirus, la FFR décide, le 27 mars 2020, d’arrêter définitivement les championnats amateurs à tous niveaux, pour la saison en cours. Le titre n'est donc pas décerné. | En raison du prolongement de la période de confinement à la suite de la pandémie de maladie à coronavirus, la FFR décide, le 27 mars 2020, d’arrêter définitivement les championnats amateurs à tous niveaux, pour la saison en cours. Le titre n'est donc pas décerné. | En raison du prolongement de la période de confinement à la suite de la pandémie de maladie à coronavirus, la FFR décide, le 27 mars 2020, d’arrêter définitivement les championnats amateurs à tous niveaux, pour la saison en cours. Le titre n'est donc pas décerné. | En raison du prolongement de la période de confinement à la suite de la pandémie de maladie à coronavirus, la FFR décide, le 27 mars 2020, d’arrêter définitivement les championnats amateurs à tous niveaux, pour la saison en cours. Le titre n'est donc pas décerné. | En raison du prolongement de la période de confinement à la suite de la pandémie de maladie à coronavirus, la FFR décide, le 27 mars 2020, d’arrêter définitivement les championnats amateurs à tous niveaux, pour la saison en cours. Le titre n'est donc pas décerné. |

### Fédéral Masculin
| Date         | Vainqueur     | Score   | Finaliste   | Lieu                                 | Spectateurs |
| ------------ | ------------- | ------- | ----------- | ------------------------------------ | ----------- |
| 9 juin 2014  | Pézénas       | 21 – 19 | RC Arras    | Stade des Chevaliers, Châteauroux    |             |
| 28 juin 2015 | CA Orsay RC   | 24 – 21 | EV Malemort | Centre national du rugby, Marcoussis |             |
| 26 juin 2016 | Blagnac rugby | 42 – 7  | PUC         | Stadium municipal d'Albi, Albi       |             |

### Fédéral Féminin
| Date         | Vainqueur            | Score   | Finaliste      | Lieu                                 | Spectateurs |
| ------------ | -------------------- | ------- | -------------- | ------------------------------------ | ----------- |
| 9 juin 2014  | Maisons-Laffitte SGP | ? – ?   | ?              | ?                                    |             |
| 28 juin 2015 | AS Rouen UC          | 26 – 5  | RC Narbonne    | Centre national du rugby, Marcoussis |             |
| 26 juin 2016 | AS Rouen UC          | 28 – 17 | Stade français | Stadium municipal d'Albi, Albi       |             |

### Territorial Masculin
| Date         | Vainqueur               | Score  | Finaliste      | Lieu                                 | Spectateurs |
| ------------ | ----------------------- | ------ | -------------- | ------------------------------------ | ----------- |
| 9 juin 2014  | Cheminots de Strasbourg | 7 – 5  | USC Cazeres XV | Stade des Chevaliers, Châteauroux    |             |
| 28 juin 2015 | Landes Océan RC         | 12 – 7 | RC Launaguet   | Centre national du rugby, Marcoussis |             |
| 26 juin 2016 | UA Mimizan              | 29 – 5 | Thuir          | Stadium municipal d'Albi, Albi       |             |

## Couverture médiatique

### Télévision
La chaîne gratuite L'Équipe 21 s’est offert en 2016 les droits de diffusion des finales du championnat de France de rugby à sept .